# Letur-Lefr
Letur-Lefr är John Frusciantes elfte skivalbum och gavs ut 2012. Det är en EP med elektronisk inriktning. 

## Låtlista
1. "In Your Eyes" (med Nicole Turley)
2. "909 Day" (med Leggezin Fin, Masia One, Kinetic 9 och RZA)
3. "Glowe"
4. "FM" (med Kinetic 9, Rugged Monk och RZA)
5. "In My Light" (med RZA)